# Sebastian Krolop
Sebastian Krolop (* 1971 in Bruchsal) ist ein deutscher Arzt und Autor.

## Leben
Krolop ist Vorstand der HIMSS (Healthcare Information and Management System Society), einer unabhängigen und gemeinnützigen globalen Gesellschaft zur Förderung von Qualität und Sicherheit von Gesundheitswesen durch Technologie und Daten mit Hauptsitz in Chicago, IL, USA. Als Global Chief Operating und Strategy Officer (COSO) verantwortet er das Erreichen der operativen und strategischen Ziele der gesamten Organisation.
Krolop studierte Medizin (Ruprecht-Karls-Universität Heidelberg, Universitätsklinikum Mannheim, University of Chicago, Southern Illinois University) und erlangte seinen „Master of Healthcare Management“ an der Akademie für Weiterbildung an den Universitäten Heidelberg und Mannheim. Er promovierte zum Dr. med. an der Ruprecht-Karls-Universität Heidelberg und der Kinderchirurgischen Klinik der Fakultät für Klinische Medizin in Mannheim.
Als Arzt arbeitete er am Universitätsklinikum Heidelberg in der Klinik für Anästhesiologie. Als Berater war er bei der Boston Consulting Group in Frankfurt tätig, bevor er geschäftsführender Gesellschafter der ADMED wurde. Bei Accenture war er „Partner Strategy Consulting Healthcare“ für Deutschland, Österreich und die Schweiz, bei Philips war er „Vice President and Partner Healthcare Transformation Services“ für Europa, Mittleren Osten und Afrika. Bevor er Vorstand bei der HIMSS wurde, war er Partner und Industry Lead Life Science and Health Care bei Deloitte.
Krolop hat, zusammen mit anderen Autoren, zahlreiche gesundheitsökonomische Bücher und Studien verfasst, u. a. die Serie Krankenhaus Rating Report, Pflegeheim Rating Report und Reha Rating Report. Er hat einen Lehrauftrag an der Hochschule Fresenius.
Er ist Mitglied der „Healthcare Information and Management Systems Society“ und ist dort Chair Elect. Des Weiteren ist er u. a. Mitglied der „International Health Economics Association“, der Deutschen Gesellschaft für Gesundheitsökonomie und der Deutschen Gesellschaft für Medizincontrolling.

## Veröffentlichungen (Auswahl)
- Vergleich der Kolonmanometrie mit der perkutanen Messung der myoelektrischen Kolonaktivität: eine tierexperimentelle Studie. Dissertation 2002, Ruprecht-Karls-Universität Heidelberg
- Mit Boris Augurzky, Corinna Hentschker, Adam Pilny, Christoph M. Schmidt: Krankenhaus Rating Report 2014. Mangelware Kapital. Wege aus der Investitionsfalle. medhochzwei Verlag, Heidelberg 2014, ISBN 978-3-86216-185-0.
- Mit Boris Augurzky, Corinna Hentschker, Adam Pilny, Christoph M. Schmidt: Krankenhaus Rating Report 2015. Bad Bank für Krankenhäuser – Krankenhausausstieg vor der Tür? medhochzwei Verlag, Heidelberg 2015, ISBN 978-3-86216-229-1.
- Mit Boris Augurzky, Dörte Heger, Corinna Hentschker, Magdalena Stroka: Pflegeheim Rating Report 2015. Vincentz Network, Hannover 2015, ISBN 978-3-86630-448-2.